# 雞仔嘜

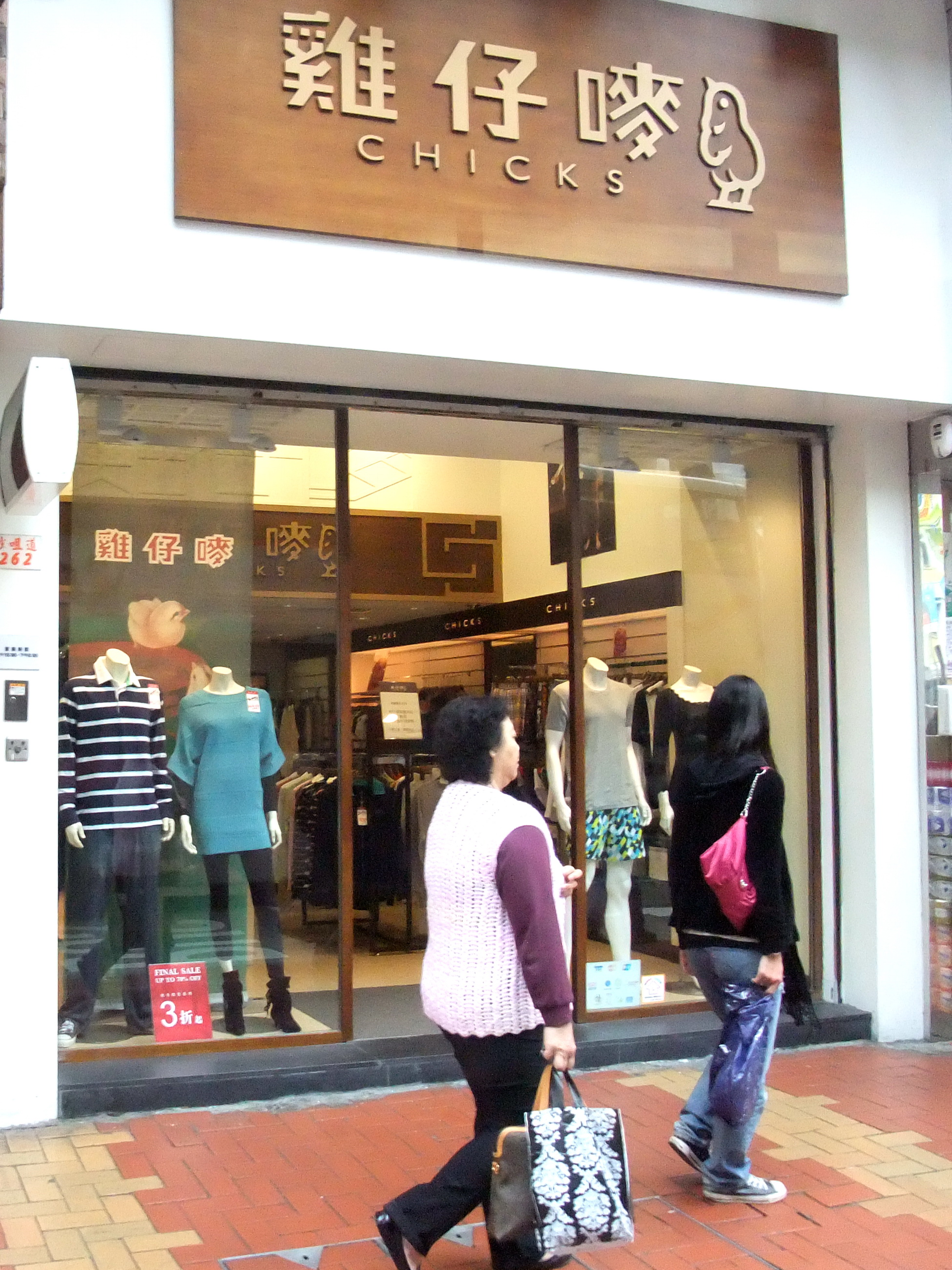
雞仔嘜位於荃灣沙咀道262號的專門店

雞仔嘜是「震歐線衫廠有限公司」於1953年創立的品牌，以生產大眾化價錢和適合香港夏季悶熱天氣的線衫為主。當時，包裝盒上有3隻羽毛豐滿的小雞圖形，寓意著「豐衣足食」，這就是創始人譚躍雲先生對公司的願景。1980年代，雞仔嘜的標識由三隻小雞的油畫變成一隻毛絨絨的雞仔。標識上由鋼筆勾勒的仰頭啼鳴小雞是寓意香港人的「醒神」與「神氣活力」。
「雞仔嘜」白色三鈕扣綫衫曾經是1950及60年代香港男士們的主要衣著。「雞仔嘜」更於1970年代首先引進外國的機洗羊毛原料，製成防蟲蛀和防縮水羊毛內衣。時至今日，雞仔嘜旗下産品系列已包括內衣、保暖內衣、襯衫、毛衣、頸巾等産品。除了香港和澳門的百貨專櫃及專門店外，近年亦拓展中國市場，先後於廣州、深圳等百貨公司內設立銷售點。

## 產品認證
「雞仔嘜」在2002至2010年獲得「香港十大名牌」等認證。

## 資料來源
1. ↑   (PDF). 香港: 香港文匯報. 2009年6月: 111–114頁  [2011-02-08]. ISBN 9789623744584. （原始内容 (PDF)存档于2019-08-15）.
2. ↑  . 中小企營商基準網站.   [2011-02-03]. （原始内容存档于2014-03-01）.

## 外部連結
- 雞仔嘜 （页面存档备份，存于）
- 名牌背後：內外俱備 雞仔嘜大變身。香港中文大學，大學線月刊，2005年3月。 （页面存档备份，存于）
- Women in Work：姊妹共守老字號家業 雞仔嘜第四代傳人譚天韻、譚天逸：「我們不只有羊毛底衫，更多是給予港人關懷與陪伴」，2020年。 （页面存档备份，存于）